# Tartak (powiat przysuski)
Tartak – osada w Polsce położona w województwie mazowieckim, w powiecie przysuskim, w gminie Gielniów.
W latach 1975–1998 miejscowość administracyjnie należała do województwa radomskiego.